# Metalist 1925 Charkiw
Der FK Metalist 1925 Charkiw (ukrainisch: Футбольний Клуб «Металіст 1925» Харків) ist ein ukrainischer Fußballverein aus der Stadt Charkiw. Zur Saison 2021/22 stieg der Verein in die Premjer-Liha auf.
Auf Grund des russischen Überfalls auf die Ukraine im Jahr 2022 trägt der Verein seine Heimspiele im Olympiastadion Kiew aus.

## Geschichte
Der Verein FK Metalist 1925 Charkiw wurde 2016 gegründet als dem Ursprungsverein FK Metalist Charkiw die Lizenz entzogen wurde. 2014 hatte sich der Besitzer des Vereins, Serhij Kurtschenko, aufgrund des Krieges in der Ukraine nach Russland abgesetzt. Der Verein wurde insolvent, war nicht mehr in der Lage, seine Spieler zu bezahlen und wurde deshalb nach der Saison 2015/16 vom Spielbetrieb ausgeschlossen.
Bisherige Spieler um Wolodymyr Linke gründeten den Verein daraufhin neu. Nach drei Aufstiegen erreichte der Verein 2021 die erste Liga, aus der Metalist 2024 wieder abstieg.
2022 schloss der 1. FC Nürnberg eine Kooperation mit dem Klub ab.

## Stadion

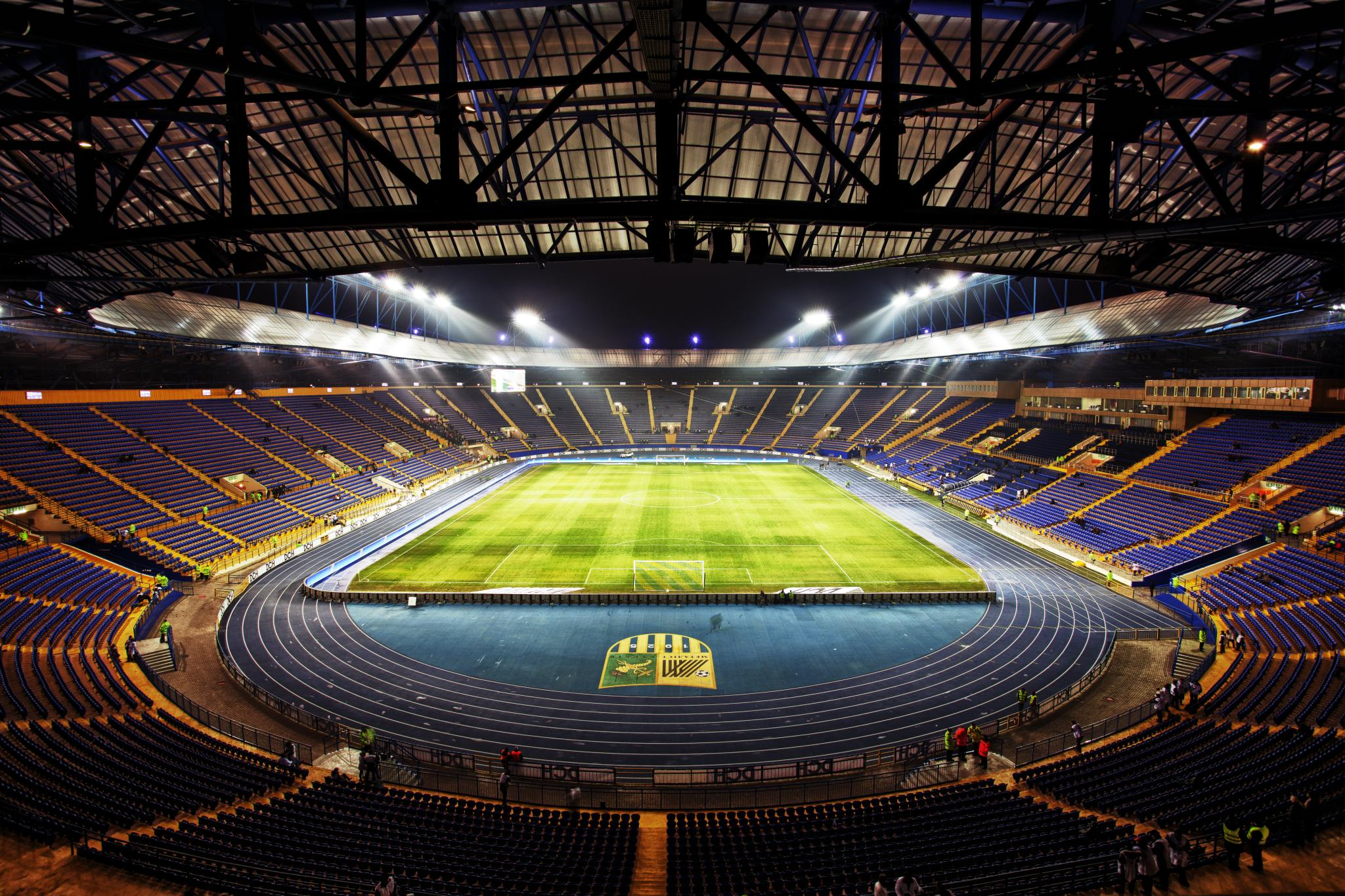
Das Metalist-Stadion im Jahr 2011

Heimstadion ist das Metalist-Stadion mit einer Kapazität von 40.003 Zuschauern.
Aus Sicherheitsgründen muss der Verein seine Heimspiele wegen des russischen Überfalls auf die Ukraine derzeit im Olympiastadion Kiew austragen.

## Statistik
| Saison      | Liga                  | Klasse | Platz | G  | U  | N  | Tore  | Punkte | Pokal                                        |
| ----------- | --------------------- | ------ | ----- | -- | -- | -- | ----- | ------ | -------------------------------------------- |
| 2016/17     | Amateur-Meisterschaft | IV     | 01 ▲  | 13 | 04 | 03 | 46:18 | 43     |                                              |
| 2017/18     | Druha Liha            | III    | 02 ▲  | 21 | 04 | 08 | 77:27 | 67     | 1. Runde (5:6 n. E. gegen Nywa Ternopil)     |
| 2018/19     | Perscha Liha          | II     | 04    | 15 | 06 | 07 | 38:20 | 51     | 3. Runde (0:1 n. V. gegen FK Kalush)         |
| 2019/20     | Perscha Liha          | II     | 06    | 15 | 06 | 09 | 44:34 | 51     | 2. Runde (0:2 gegen Inhulez Petrowe)         |
| 2020/21     | Perscha Liha          | II     | 03 ▲  | 16 | 08 | 06 | 36:22 | 56     | 1. Runde (0:2 gegen Alyans Lypova Dolyna)    |
| 2021/22 (1) | Premjer-Liha          | I      | 10    | 06 | 01 | 11 | 17:29 | 19     | Achtelfinale (2:5 gegen FK Oleksandrija) (1) |
| 2022/23     | Premjer-Liha          | I      | 12    | 06 | 14 | 10 | 23:42 | 32     | kein Wettbewerb ausgetragen                  |
| 2023/24     | Premjer-Liha          | I      | 16 ▼  | 05 | 08 | 17 | 32:57 | 23     | Achtelfinale (0:3 gegen Worskla Poltawa)     |
| 2024/25     | Perscha Liha          | II     | 03 ▲  | 10 | 06 | 06 | 29:20 | 36     | 3. Runde (0:4 gegen Weres Riwne)             |

## Trainerhistorie
| Zeitraum  | Name                                   |
| --------- | -------------------------------------- |
| 2016–2017 | Oleksandr Prysetko                     |
| 2017      | Wjatscheslaw Chruslow                  |
| 2017–2018 | Oleksandr Iwanow                       |
| 2018      | Serhij Raljutschenko                   |
| 2018      | Serhij Waljajew                        |
| 2018–2019 | Oleksandr Horjajinow                   |
| 2019–2020 | Andrij Demtschenko                     |
| 2020      | Wjatscheslaw Chruslow                  |
| 2020–2022 | Walerij Krywenzow                      |
| 2022–2023 | Edmar Halowskyj de Lasserda Aparessida |
| 2023      | Oleh Holodjuk                          |
| 2023–2024 | Viktor Skripnik                        |
| 2024      | Sergiy Karpenko                        |
| 2024–     | Patrick van Leeuwen                    |